# Palkonya

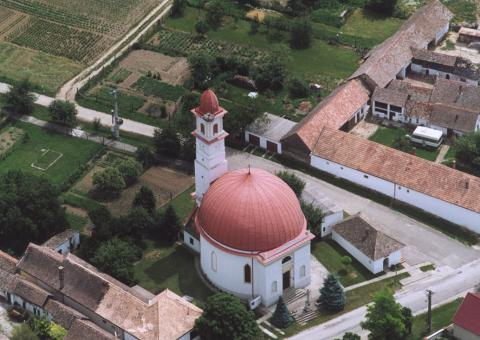
St. Elisabeth-Kirche Palkonya

Palkonya (deutsch Palkan) ist eine ungarische Gemeinde im Kreis Siklós im Komitat Baranya.

## Geschichte
Palkonya wurde 1296 erstmals urkundlich erwähnt.